# 铜色腰蜂鸟
，是雨燕目蜂鸟科的一种鸟类。
铜色腰蜂鸟体重约4.7克，翼长约52毫米，嘴峰长约21.9毫米，喙宽度约2.3毫米，喙厚度约2毫米，跗蹠长约6.3毫米，尾长约29.6毫米。铜色腰蜂鸟在其分布区内为留鸟，其栖息在密集的高大树木组成的森林中，食性为草食性，主要食物来源是植物的花蜜。

## 亚种
- ：分布于多巴哥岛。
- ：分布于特立尼达岛。
- ：分布于委内瑞拉东北部和玛格丽塔岛。
- ：分布于委内瑞拉西北部。
- ：分布于委内瑞拉北部。
- ：分布于委内瑞拉东北部。
- ：分布于委内瑞拉东部和东南部。[4]